# Aeroportul Mabuiag Island
Aeroportul Mabuiag Island (IATA: UBB, ICAO: YMAA) este un aeroport din Queensland, Australia.
Situat la o altitudine de 76 m, aeroportul dispune de o singură pistă. Este operat de Torres Strait Regional Authority⁠(d).